# Nålnavarretia
Nålnavarretia (Navarretia peninsularis) är en blågullsväxtart som beskrevs av Edward Lee Greene. Enligt Catalogue of Life ingår Nålnavarretia i släktet navarretior och familjen blågullsväxter, men enligt Dyntaxa är tillhörigheten istället släktet navarretior och familjen blågullsväxter. Arten förekommer tillfälligt i Sverige, men reproducerar sig inte. Inga underarter finns listade i Catalogue of Life.